# Kišna alga
Kišna alga (lat. Pleurococcus), rod jednostaničnih zelenih algi iz porodice Chaetophoraceae. Rastu po sjevernim stranama drveća i vlažnim zidovima. Razmnožava se jednostavnom diobom, a nakon diobe stavaraju nakupine od nekoliko stanica. 
Mnoge vrste kišnih alga danas su premještene po drugim rodovima, pa i porodicama. Priznato je 5 vrsta.
1. Pleurococcus antarcticus West & G.S.West
2. Pleurococcus crenulatus Hansgirg
3. Pleurococcus mucosus Rabenhorst
4. Pleurococcus murorum Meneghini
5. Pleurococcus tectorum (Kützing) Trevisan

Sinonimi:
- Pleurococcus beijerinckii Artari, 1892 = Chlorella vulgaris Beyerinck [Beijerinck], 1890[2]
- Pleurococcus bradypodis J.Kühn, 1864 = Cyanoderma bradypodis (Kuhn) Weber-van Bosse, 1887[2]
- Pleurococcus calcarius J.B.Petersen, 1915 = Prasiococcus calcarius (J.B.Petersen) Vischer, 1953[2]
- Pleurococcus choloepodis J.Kühn = Chlorococcum choloepodis (J.Kühn) D.E.Wujek & P.Timpano[2]
- Pleurococcus cohaerens Brébisson, 1842 = Chroococcus cohaerens (Brébisson) Nägeli, 1849[2]
- Pleurococcus glomeratus Meneghini, 1842 = Chroococcus glomeratus (Meneghini) Forti, 1907[2]
- Pleurococcus julianus Meneghini, 1846 = Gloeocapsa juliana (Meneghini) Kützing, 1849[2]
- Pleurococcus lobatus Chodat, 1902 = Apatococcus lobatus (Chodat) J.B.Petersen, 1928[2]
- Pleurococcus miniatus (Kützing) Nägeli, 1849 = Chlorella miniata (Kützing) Oltmanns, 1904[2]
- Pleurococcus minor (Kützing) Rabenhorst, 1863 = Chroococcus minor (Kützing) Nägeli, 1849[2]
- Pleurococcus naegelii Chodat, 1902 = Desmococcus olivaceus (Persoon ex Acharius) J.R.Laundon, 1985[2]
- Pleurococcus nimbatus De Wildeman, 1893 = Radiococcus nimbatus (De Wildeman) Schmidle, 1902[2]
- Pleurococcus pulvereus H.C.Wood, 1873 = Microcystis pulverea (H.C.Wood) Forti, 1907[2]
- Pleurococcus regularis Atari, 1892 = Coelastrum microporum Nägeli, 1855[2]
- Pleurococcus sulphurarius Galdieri, 1899 = Galdieria sulphuraria (Galdieri) Merola, 1982[2]
- Pleurococcus superbus Cienkowski, 1865 = Asterococcus superbus (Cienkowski) Scherffel, 1908[2]
- Pleurococcus thermalis Meneghini, 1837 = Chroococcus thermalis (Meneghini) Nägeli, 1849[2]
- Pleurococcus vulgaris Nägeli = Desmococcus olivaceus (Persoon ex Acharius) J.R.Laundon, 1985[2]

## Vanjske poveznice
|  | Zajednički poslužitelj ima još gradiva o temi Pleurococcus |
|  | Wikivrste imaju podatke o taksonu Pleurococcus             |